# Селлінген
Селлінген (нід. Sellingen, нід. вимова: [ˈsɛlɪŋən]) — село в нідерландській провінції Гронінген, безпосередньо на кордоні з Німеччиною. Входить до муніципалітету Вестерволде.
Його площа становить 29,75км², а населення станом на 2021 рік складало 1 880 осіб.

## Галерея

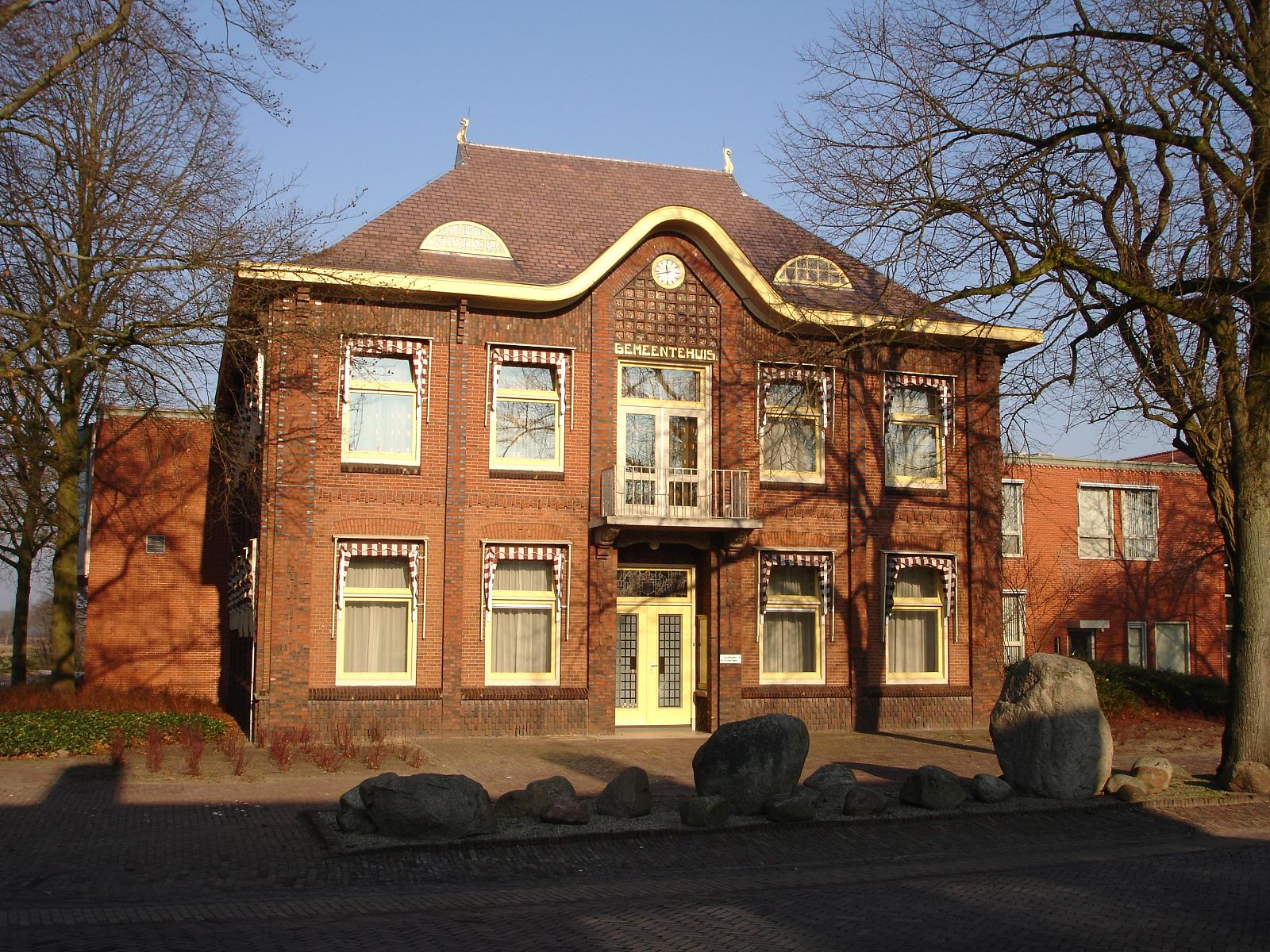
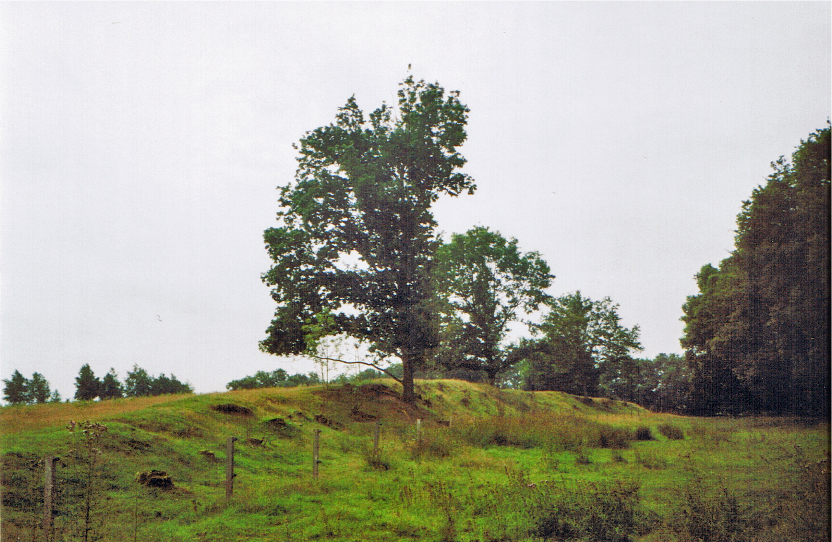
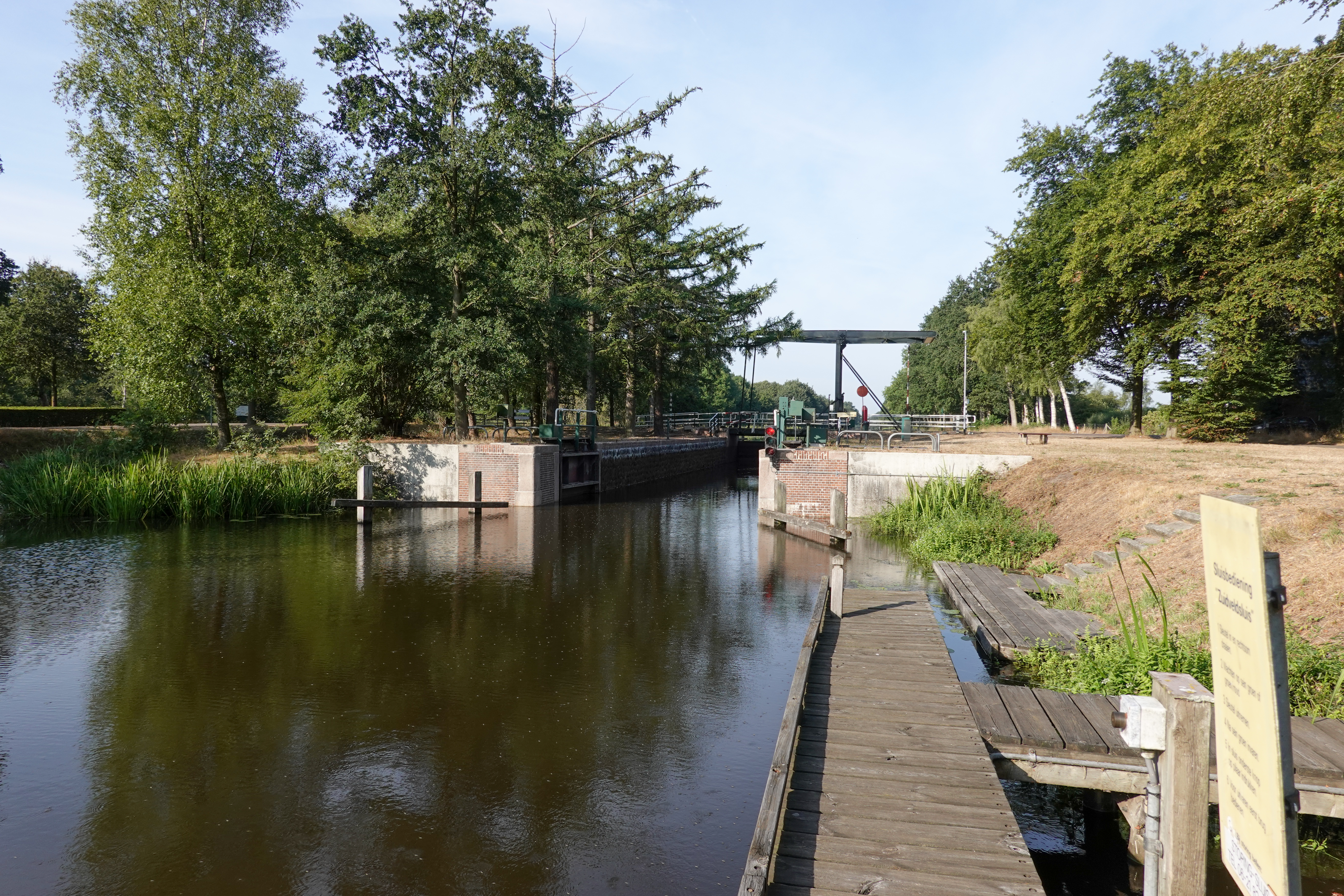
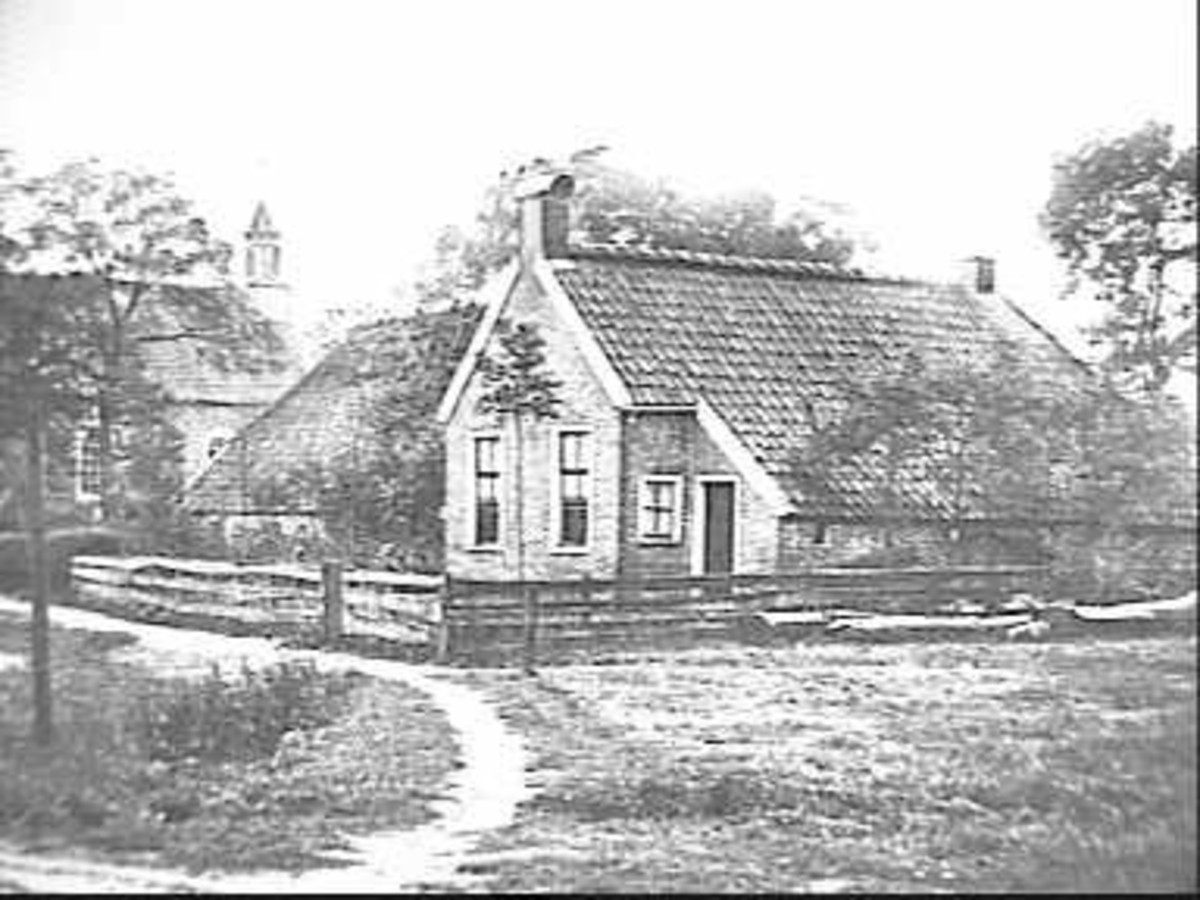